# تیمور غیاثی
تیمور علی غیاثی (زادهٔ ۲۲ اردیبهشت ۱۳۲۴ در شهرستان درگز) ورزشکار سابق رشتهٔ پرش ارتفاع است. او دو مدال طلا و یک مدال نقرهٔ بازی‌های آسیایی و دو مدال طلای مسابقات قهرمانی آسیا را در کارنامه دارد.
اوج کار غیاثی در بازی‌های آسیایی ۱۹۷۴ تهران بود که رقابت تنگاتنگی با نی ژیکین، پرندهٔ چینی، داشت که یک رکورد غیررسمی جهانی به میزان ۲٫۲۹ متر را ثبت کرده بود. در این مسابقه بارها رکورد آسیا شکسته شده و غیاثی با رکورد جدیدی به میزان ۲٫۲۱ متر برندهٔ مدال طلا شد. این رکورد۱۹ سال رکورد ایران بود تا اینکه حسین شایان در سال ۱۳۷۲ با پرش ۲٫۲۳ متری آن را بهبود بخشید.
تیمور غیاثی در دو المپیک سال ۱۹۷۲ مونیخ و ۱۹۷۶ مونترآل شرکت داشت که در المپیک سال ۱۹۷۲، با پرش ۲٫۱۲ متری، نفر بیست‌وپنجم شد. در المپیک سال ۱۹۷۶ نیز، در هوای بارانیِ ورزشگاه، با پرش ۲٫۱۰ متر نفر بیستم شد. اگر غیاثی رکورد ۲٫۲۱ متری را می‌زد، می‌توانست در المپیک مونیخ مدال برنز و در المپیک مونترآل مدال نقره را بگیرد.
او پس از پایان ورزش قهرمانی، تاکنون به مربیگری پرداخته و هم‌اکنون مدیریت تیم ملی دو و میدانی ایران را بر عهده دارد.

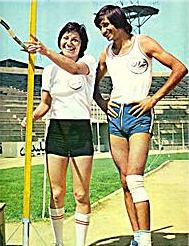
_{تیمور غیاثی و مریم صدارتی در سال ۱۳۵۲/۱۹۷۳ در ورزشگاه امجدیه}